# Johannes Sellin
Pour les articles homonymes, voir Sellin.
Johannes Sellin, né le 31 décembre 1990 à Wolgast, est un joueur international puis entraîneur allemand de handball. 
Après avoir évolué au Füchse Berlin puis au MT Melsungen, il rejoint en 2017 le HC Erlangen où il met un terme à sa carrière avant d'y entamer sa carrière d'entraîneur.
Il obtient sa première sélection en équipe nationale d'Allemagne le 14 mars 2012 contre l'Islande et est notamment champion d'Europe 2016.

## Palmarès

### En équipe nationale
- Médaille d'or au Championnat d'Europe 2016 en Pologne
- médaille d'or au Championnat du monde junior en 2011